# Victor Christgau
Victor Laurence August Christgau (ur. 20 września 1894 w Dexter Township w hrabstwie Mower, zm. 10 października 1991 w Waszyngtonie) – amerykański polityk, członek Partii Republikańskiej.

## Działalność polityczna
Od 1927 do 1929 zasiadał w Senacie Minnesoty. W okresie od 4 marca 1929 do 3 marca 1933 przez dwie kadencje był przedstawicielem 1. okręgu wyborczego w stanie Minnesota w Izbie Reprezentantów Stanów Zjednoczonych.